# GT8-100C/2S
Bei den Elektro-Triebwagen vom Typ GT8-100C/2S handelt es sich um die Fahrzeuge für den Zweisystem-Stadtbahn-Betrieb bei der Stadtbahn Karlsruhe. Vier Wagen waren Eigentum von DB Regio und wurden als Baureihe 450/850 eingereiht. Der GT8-100C/2S war das weltweit erste Zweisystem-Stadtbahnwagen in Serienproduktion.

## Aufbau

### Mechanischer Aufbau
Bei den Fahrzeugen handelt es sich um achtachsige, dreiteilige Gelenktriebwagen mit zwei Jakobsdrehgestellen. Die beiden äußeren konventionellen Drehgestelle am Bug und Heck werden von zwei Gleichstrommotoren mit 280 kW angetrieben. Der mechanische Aufbau der Fahrzeuge ist von den seit 1983 in Karlsruhe eingesetzten Stadtbahnen GT6-80C und GT8-80C abgeleitet, welche selbst vom DUEWAG Stadtbahnwagen Typ B abgeleitet wurden. Im Gegensatz zu diesen Stadtbahnen handelt es sich allerdings um Zweirichtungswagen. Ferner sind sie, anders als ihre Vorbilder, auch im Frontbereich symmetrisch aufgebaut. Die Wagenkästen sind in Ganzstahlbauweise ausgeführt. Scharfenberg-Kupplungen erlauben einen Betrieb in Mehrfachtraktion, darunter Doppel- und Dreifachtraktionen sowie gemischte Doppeltraktionen mit den GT6-80C, GT8-80C und GT8-100D/2S-M.
Die Fahrzeuge sind für den Einsatz nach BOStrab im Straßenbahnnetz der Verkehrsbetriebe Karlsruhe wie auch für den Einsatz im Eisenbahnnetz nach EBO ausgelegt. Sie verfügen über Räder mit einem Radreifen-Mischprofil, das sowohl für den Straßenbahn- als auch den Eisenbahnverkehr geeignet ist. Ferner besitzen sie eine Sicherheitsfahrschaltung, Punktförmige Zugbeeinflussung für den Einsatz im Eisenbahnnetz und Induktive Weichensteuerung für den Verkehr im Straßenbahnnetz. Das Wagenkastenprofil berücksichtigt die unterschiedlichen Fahrzeugbegrenzungslinien beider Systeme.
Da die Wagen im Vergleich mit konventionellen Eisenbahnwagen sehr leicht sind und nur über eine reduzierte Längssteifigkeit verfügen (600 kN statt 1500 kN), gelten sie als leichte Nahverkehrstriebwagen und dürfen auf EBO-Strecken nur unter Auflagen fahren. Die schwächere passive Sicherheit wird durch die stärkere aktive Sicherheit (schnellwirkende Bremse) ausgeglichen. Als zusätzliche Absicherungsmaßnahme sind die Enden der Triebwagen auf Höhe der Puffer konventioneller Eisenbahnfahrzeuge zusätzlich verstärkt.

### Elektrische Einrichtungen
Die elektrische Ausrüstung der GT8-100C/2S wurde weitgehend von den GT8-80C übernommen und besteht aus je einem Gleichstrom-Fahrmotor pro Antriebsdrehgestell sowie einer Gleichstromstellersteuerung.
Als Zweisystemwagen verfügen die Stadtbahnen über die notwendigen technischen Einrichtungen, um sowohl unter der Straßenbahnoberleitung mit 750 V Gleichspannung als auch unter der Eisenbahnfahrleitung mit 15 kV 16,7 Hz Wechselspannung verkehren zu können. Diese Einrichtungen sind auf dem Wagendach sowie unter dem Fußboden des Fahrzeug-Mittelteils untergebracht und bestehen aus einem für beide Systeme geeigneten Einholm-Stromabnehmer, einem Stromsystem-Prüfsystem, einem pneumatischen System-Wahlschalter, einem Transformator sowie einem Gleichrichter mit Glättungsdrossel. Der Übergang zwischen beiden Stromsystemen erfolgt automatisch. Eine Rückspeisung durch die Rekuperationsbremse ist nur bei 750 Volt Gleichspannung möglich.
Die Reaktionszeit der Sicherheitsfahrschaltung wurde gegenüber den Einsystemstadtbahnwagen von zweimal acht Sekunden auf zweimal sechs Sekunden verkürzt.

### Lackierung
Die Fahrzeuge wurden in derselben Farbgebung wie die GT6-80C und GT8-80C geliefert mit gelbem Wagenkasten, dunkelgrauem Fensterband und roten Zierlinien am Dachrand und an der Schürze. Einzelne Wagen weichen von diesem Schema ab. So trägt Wagen 836 seit Anlieferung eine weiße Lackierung und warb zunächst für den KSC, später für den KVV. Wagen 803 trug für einige Jahre eine gelbe Lackierung mit abweichenden Zierlinien.

## Geschichte

### Lieferung
Die Lieferung der Fahrzeuge des Typs GT8-100C/2S erfolgte in den Jahren 1991 bis 1994 in insgesamt zwei Lieferserien. Der Lieferung voraus ging eine längere Entwicklungsphase, da es sich um die ersten Zweisystem-Stadtbahnwagen weltweit handelte. Im Rahmen dieser Entwicklung wurde der Gleichstrom-Stadtbahnwagen 501 der Albtal-Verkehrs-Gesellschaft (AVG) 1986 provisorisch zu einem Zweisystemwagen umgebaut und mehrere Monate lang getestet. Um die Entwicklungsrisiken so gering wie möglich zu halten, wurde bei der Konstruktion des Typs GT8-100C/2S der mechanische und elektrische Aufbau des Typs GT6-80C weitgehend übernommen. Die Fahrzeuge wurden von einem Konsortium aus DUEWAG und ABB gefertigt, wobei die Wagenkästen von DUEWAG, die Drehgestelle und Gelenke von ABB, der Trafo von Siemens und die sonstige elektrische Ausrüstung von ABB gefertigt wurden. Die Endmontage erfolgte bei DUEWAG.

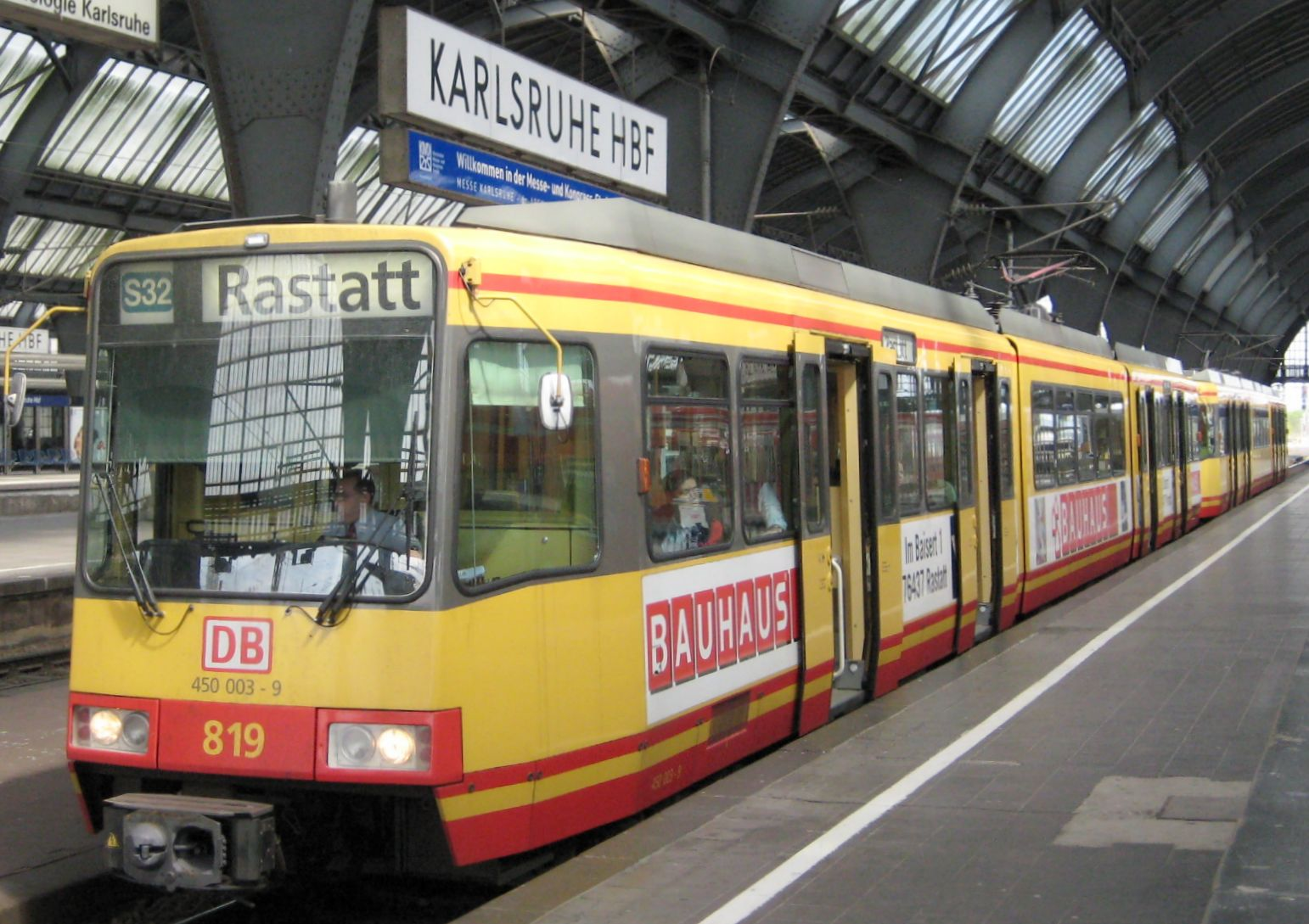
Stadtbahnwagen 450 003 der Deutschen Bahn (Wagen 819)

| Lieferserie | Wagennummern | Baujahr                        | Anzahl | Besonderheiten            |
| ----------- | ------------ | ------------------------------ | ------ | ------------------------- |
| 1           | 801–810      | 1991                           | 10     | 809 und 810 mit Toilette  |
| 2           | 811–836      | 1994 (811–833), 1995 (834–836) | 26     | 836 mit weißem Lackschema |

#### Deutsche Bahn
Die Wagen 816, 817, 819 und 820 befanden sich bis Juni 2019 im Besitz von DB Regio und wurden als Baureihe 450 eingegliedert. Sie tragen die Betriebsnummern 450 001 und 450 003 bis 450 005. Der Stadtbahnwagen 450 005 (816) wurde im Jahr 2001 als Ersatz für Wagen 818 (450 002), der nach einem Brandanschlag Totalschaden erlitt und verschrottet wurde, der AVG abgekauft.
Die Stadtbahnen der Deutschen Bahn unterschieden sich von den Wagen der Verkehrsbetriebe Karlsruhe und der Albtal-Verkehrs-Gesellschaft lediglich durch das DB-Logo auf den Stirnseiten sowie den Betriebsnummern. Neben den DB-Nummern besitzen diese Wagen weiterhin auch Nummern nach dem Schema von VBK und AVG.

#### Verleih an Abellio
Zum Betreiberwechsel auf der S5 von Pforzheim nach Bietigheim-Bissingen und der S9 zwischen Bretten und Mühlacker zum 9. Juni 2019 war kein Kilometerausgleich durch Fahrzeugbesitz mehr notwendig, da DB Regio die entsprechenden Abschnitte bei der Ausschreibung verloren hatte. Die Fahrzeuge wurden daher von der AVG erworben und aufgrund von Engpässen bei der Fahrzeuglieferung durch Bombardier als Ersatzfahrzeuge an Abellio ausgeliehen. Eingesetzt werden sie allerdings dort planmäßig nur auf der Strecke Bruchsal – Mühlacker, welche sie schon vorher befuhren. Das rote DB-Logo auf der Front wurde durch ein silbernes AVG-Logo ersetzt.

### Umbauten
- 801–836 – Einbau von Fahrscheinautomaten, dadurch ein Sitzplatz weniger.
- 801–836 – Einbau von Überwachungskameras.
- 809, 810 – Ausbau der Toiletten aus dem Mittelteil.
- 836 – Weiße Sonderlackierung (Für KSC-Werbung, später KVV-Werbung).
- Einbau LED-Matrixanzeigen an Front, Heck und den Seiten (seit 2013).
- 801-836 – Ausbau der Fahrscheinautomaten

### Verbleib

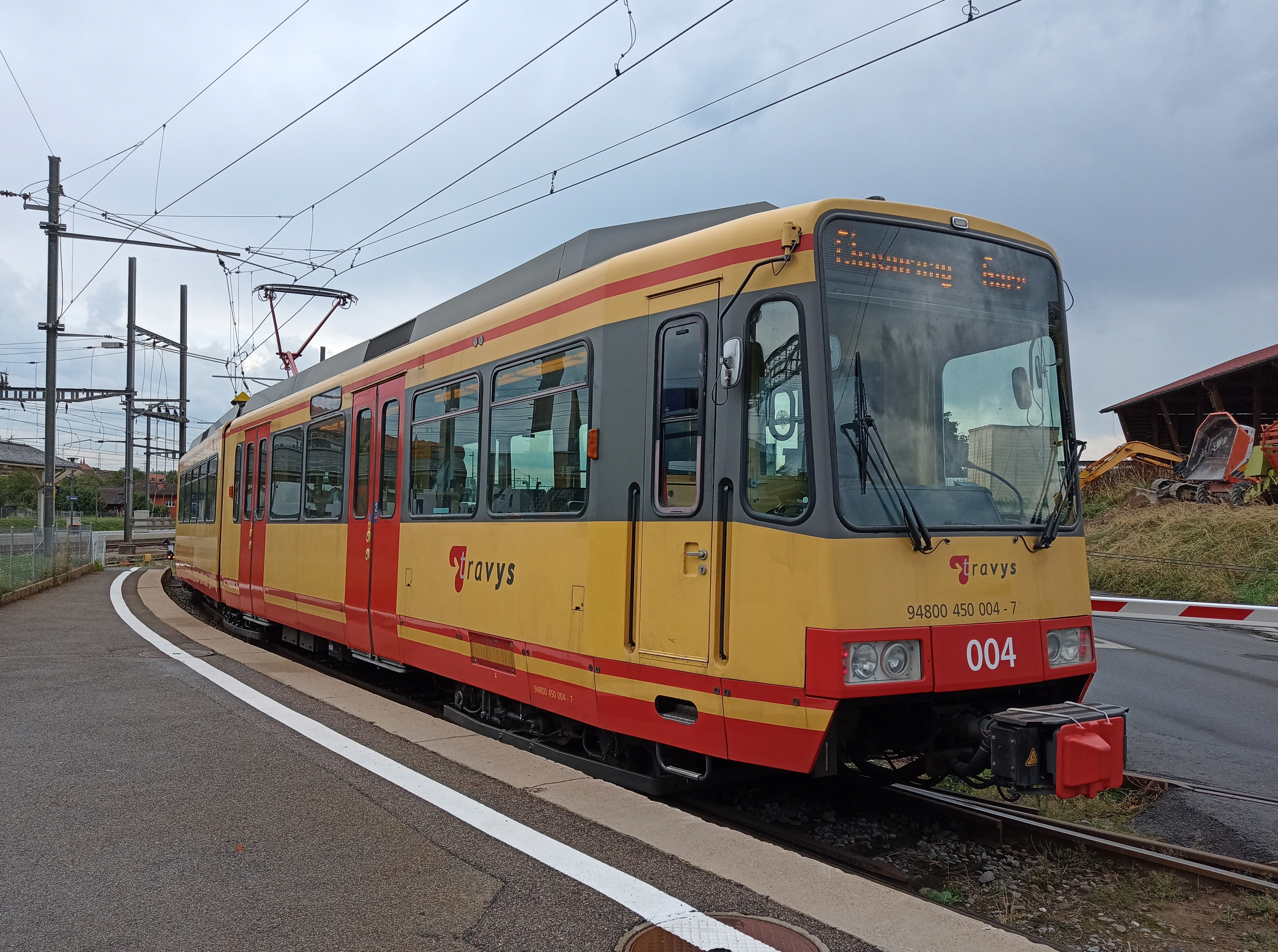
94 80 0 850 004 bei Travys im Einsatz

- 818 (450 002) – Durch Brand 2001 zerstört. 2002 verschrottet. 816 (450 005) Ersatzfahrzeug für die DB AG
- 804 nach einem schweren Unfall vom 16. Juni 2017 am Entenfang 2018 verschrottet
- 809 nach Unfall 2018 verschrottet
- 831 nach Unfall 2018 verschrottet
- 803 nach Unfall 2021 abgestellt, 2022 verschrottet
- 802 – 2021 abgestellt, 2022 verschrottet
- 816 (450 005) – 2021 abgestellt, 2022 verschrottet
- 808 Autonome Test Bahn, 2022 verschrottet
- 810 – 2024 Testwagen Projekt LogIKTtram[3]
- 819 und 820 (94 80 0 850 003 und 004) – 2022 an Travys verkauft für die Chemin de fer Orbe–Chavornay als 003 und 004[4]
- 821 wurde bei dem Eisenbahnunfall von Zeutern am 11. März 2025 schwer beschädigt und brannte teilweise aus.

### Einsatz

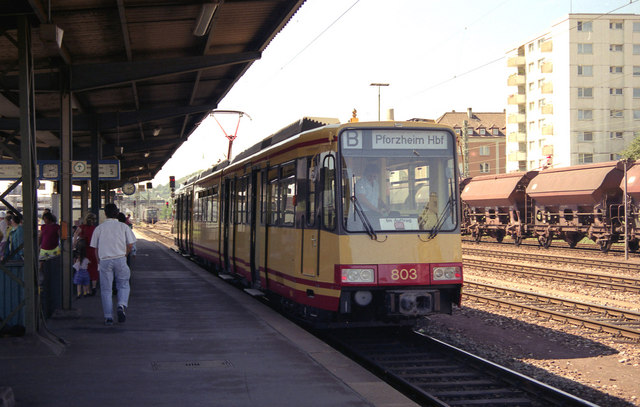
Stadtbahnwagen 803 im Vorlaufbetrieb der Stadtbahnlinie B in Pforzheim Hauptbahnhof

Anfangs wurden die Fahrzeuge auf die Region begrenzt zugelassen, bis 1994 die Zulassungsbedingungen für leichte Nahverkehrstriebwagen festgelegt waren.
Da bei Lieferung der ersten Fahrzeuge die vorgesehene Einsatzstrecke noch nicht fertiggestellt war, verkehrten zunächst ab dem 2. Juni 1991 einige Wagen als Nahverkehrszüge zwischen Karlsruhe Hauptbahnhof und Pforzheim unter Wechselstrom. Die restlichen Wagen wurden im Gleichstrombetrieb auf der Stadtbahnlinie A auf der Albtalbahn, der Bahnstrecke Busenbach–Ittersbach und der Hardtbahn eingesetzt. Mit Eröffnung des Stadtbahnbetriebs auf der Kraichgaubahn zwischen Karlsruhe und Bretten wurden die Wagen auf der Stadtbahnlinie B (seit 1994 als Stadtbahnlinie S4 bezeichnet) eingesetzt, wobei zeitweise weiterhin ein Wagen zwischen Karlsruhe und Pforzheim pendelte.
Mit der Ausweitung des Karlsruher Stadtbahnnetzes erweiterte sich der Einsatzbereich der Fahrzeuge in den folgenden Jahren schrittweise auf die heutigen Linien S4 (nur ab Eppingen), S6, S31, S32 sowie S81. Aufgrund der Tunneluntauglichkeit werden sie seit Dezember 2021 nicht mehr auf den Linien S4 (ab Albtalbahnhof), S5/S51/S52, S7 und S8 eingesetzt. Einzelne Fahrten führten die Wagen planmäßig auch auf die Strecken zwischen Bruchsal und Bad Schönborn-Kronau sowie zwischen Heilbronn und Neckarsulm.
Die Fahrzeuge verkehren als Solowagen, in Doppeltraktion sowie auf einigen EBO-Streckenabschnitten auch in Dreifachtraktion, teilweise auch in Kombination mit GT8-100D/2S-M, mit denen sie kuppelbar sind. Es gibt keine feste Zuordnung der Wagen auf einzelne Linien. Der Einsatz der Wagen erfolgt in einem gemeinsamen Fahrzeugpool, wobei die Wagen auf allen Linien eingesetzt werden. Sie werden in den Betriebshöfen der VBK und AVG sowie in der gemeinsamen Hauptwerkstatt am Karlsruher Rheinhafen gewartet.
Seit Eröffnung des Karlsruher Stadtbahntunnels im Dezember 2021 beschränkt sich der reguläre Einsatz dieser Fahrzeuge auf die wenigen Linien, die nicht den Tunnel befahren. Zum Fahrplanwechsel 2022 wurden zudem viele, zuvor mit Zweisystem-Triebwagen bediente, Strecken auf gewöhnliche Vollbahn-Triebwagen umgestellt. Dies war die Bedingung des Landes Baden-Württemberg, das sich auf den entfallenden S-Bahn-Linien durch die neuen Fahrzeuge einen höheren Komfort und bessere Barrierefreiheit versprach, für eine Direktvergabe der verbleibenden Stadtbahnlinien an die AVG. Seit dem Fahrplanwechsel im Dezember 2022 werden die GT8-100C/2S nur noch auf den Linien S31, S32, S71, 8, 16, 17, 18 sowie dem Freizeitexpress Albtäler eingesetzt.
Die verbliebenen Fahrten der Linie S34 zwischen Bruchsal und Bretten wurden zum Fahrplanwechsel im Dezember 2022 durch die Linie MEX 17 ersetzt, womit auch diese Strecke als Einsatzstrecke für die GT8-100C/2S entfiel.
Die Fahrzeuge 819 und 820 verkehren planmäßig auf der Chemin de fer Orbe–Chavornay, wo sie den beschädigten Be 2/2 ersetzen. Die Strecke ist, wie die Straßenbahn Karlsruhe, ebenfalls mit 750 Volt Gleichstrom elektrifiziert, die Fähigkeit zum Systemwechsel oder zum Verkehren auf Straßenbahnstrecken in Innenstädten nutzen die Fahrzeuge auf dieser Strecke nicht.
Eine vollständige Ausmusterung der Fahrzeuge ist erst mit Lieferung der nächsten Fahrzeuggeneration VDV TramTrain geplant.
Wagen 808 bekam im Jahr 2018 die Versuchseinrichtung für das autonome Fahren. Er weicht mit seiner rot-weiß-blauen Lackierung deutlich von den anderen Wagen ab.

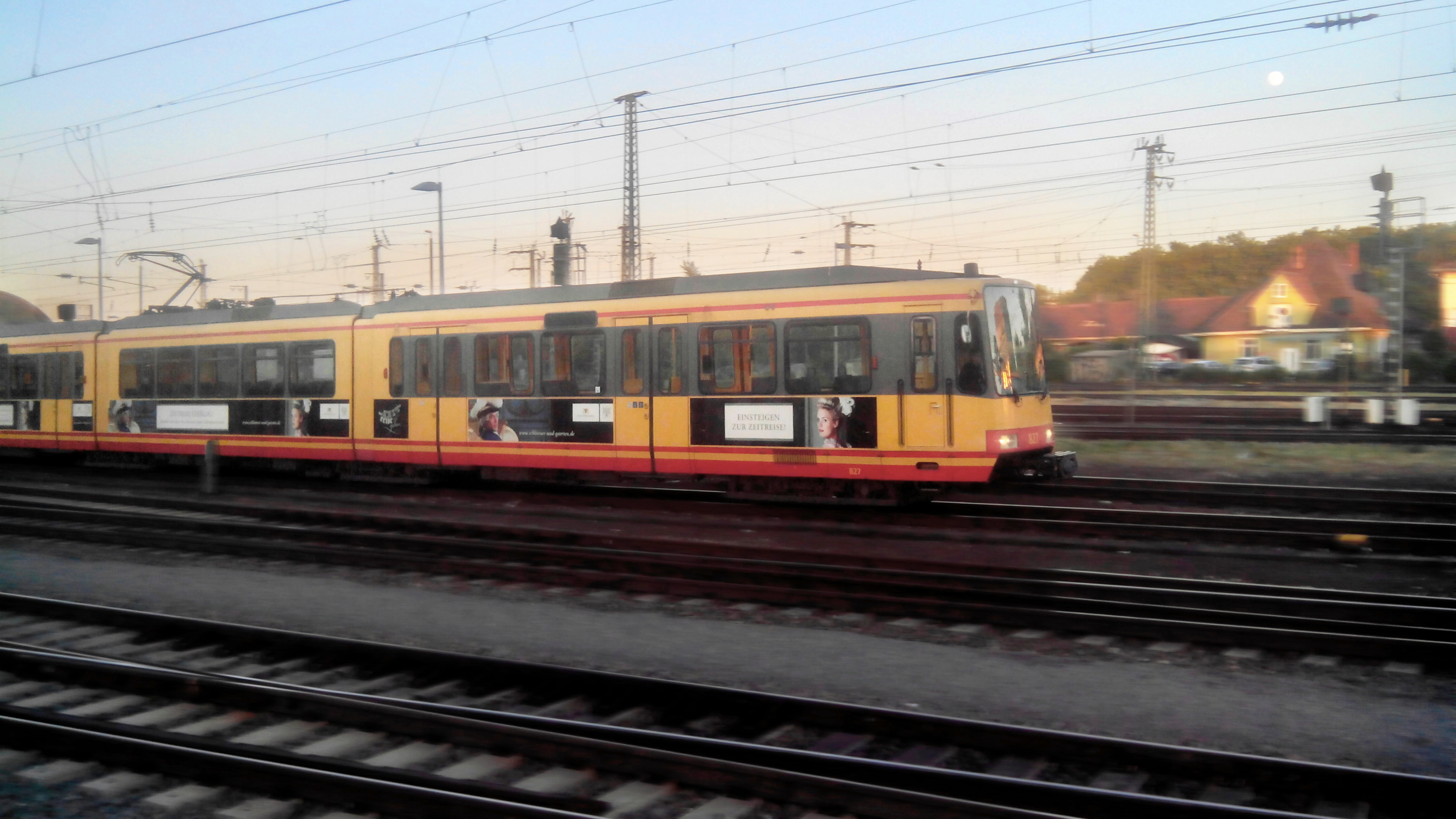
Wagen 827 bei der Ausfahrt aus dem Hauptbahnhof Karlsruhe am 30. Juni 2015